# Космология исламского Средневековья
Космология исламского Средневековья основывается на Коране, хадисах, сунне пророка и доисламских представлениях. Фундаментальным является различение видимого и невидимого (الغيب: аль-гайб) мира. Например, земля и нижнее небо относятся к видимому миру, а рай и ад — к невидимому. Также особенностью исламского мировоззрения считается допущение существования параллельных миров. «В любой точке пространства находится 18 тысяч миров, куда бы ни пал взгляд человека».
В исламской космологии присутствует версия как плоской, так и шарообразной Земли.

## Небеса
В исламе характерно представление о семи небесах (Коран, 71:15). Каждое из семи небес заселено множеством ангелов и несколькими другими людьми. В эти небеса можно войти через двери на куполе. Эти двери охраняются ангелами-охранниками, а каждое небо заселено каким-нибудь из пророков.
- Первое небо — небо Адама.
- Второе небо — это дом пророка Исы[6].
- Третье небо— Юсуфа.
- Четвертое небо — дом Идриса,
- Пятое небо — Харуна,
- Шестое небо — Мусы
- Cедьмое небо — Ибрахима.

Расстояние от одного неба до другого оценивается в пятьсот лет. Во времена Средневековья величина неба могла соизмеряться лишь со скоростью полета птицы, которая равнялась в среднем около 100 км/ч. Таким образом, при экстраполяции разница между небесами составляет 438 млн км, что в два раза превышает расстояние от Солнца до Марса. 7 же небес будут иметь в этом случае совокупную высоту в 3 млрд. км., что чуть меньше чем расстояние от Солнца до последней планеты Нептун. 
Выше небес расположен лотос крайнего предела. У Лотоса расположен рай, крышей которого является трон Аллаха. 
Диаметр рая описан так: «всаднику потребуется 700 лет, чтобы добраться с его одной стороны на другую». Если суточный пробег всадника в среднем занимает 80 км, то диаметр рая равен 20 млн км. или 20 R, т.е. чуть меньше чем радиус звезды Арктур

## Нижний мир
Ниже Земли расположен огненный ад у которого семь врат (Коран, 15:44). Иногда 7 врат ассоциируются с 7 кругами, у которых есть свои названия: собственно Джаханнам (جَهَنَّمَ), ниже располагаются Лазза, Хутамат, Саир, Сакар (سَقَرُ), Джахил и самый нижний — Хавият. В последнем слое растет дерево заккум. Глубина ада оценивается в хадисах как в 70 лет падения. Наполнение ада будет происходить после Страшного Суда (Коран, 54:48). Помимо людей там будут шайтаны (Коран, 19:68), причем материей самого ада будет само воображение (Коран, 21:98). Управлять адом будут 19 ангелов (Коран, 74:30). 
Ад в исламском предании описывается сотворенным при помощи Джибрила, который нагревал его 3 тысячи лет: в первый период ад побелел, во второй — покраснел, а в третий — почернел. Температура огня Ада в 70 раз больше температуры обычного огня (если минимальная температура огня составляет 500 С, то температура ада должна быть 35 тыс. С, что соответствует температуре таких голубых гигантов как Кси Персея). Отсюда обитатели ада приобретают более грубые тела и толстую кожу (в 70 раз толще обычной), которая постоянно регенерирует (70 000 раз в день). Ад подобен колодцу, а над ним расположен мост Сират